# Callipogon relictus
Callipogon relictus (Semenov, 1898) è un coleottero della famiglia Cerambycidae.
L'insetto adulto è lungo da 58 a 108 mm.